# Alceo Ercolani
Alceo Ercolani (n. 28 februarie 1899, Bomarzo, Lazio, Regatul Italiei – d. 31 iulie 1968, Bomarzo, Lazio, Italia) a fost un politician și militar italian.